# Kutaraharja
Kutaraharja is een bestuurslaag in het regentschap Karawang van de provincie West-Java, Indonesië. Kutaraharja telt 3156 inwoners (volkstelling 2010).